# Молдован, Александр Михайлович
Алекса́ндр Миха́йлович Молдова́н (род. 7 апреля 1951, Черновцы) — советский и российский лингвист, специалист в области славянского языкознания; истории, лексикологии и лексикографии русского и украинского языков; источниковедения; палеографии и текстологии древних славянских памятников. Руководитель научной школы лингвистического источниковедения. Директор Института русского языка (ИРЯ) им. В. В. Виноградова РАН (1997—2017), научный руководитель ИРЯ (с 2017). Академик РАН по Отделению историко-филологических наук (2011).

## Биография
Окончил русское отделение филологического факультета Черновицкого университета (1968—1973) и аспирантуру Института русского языка АН СССР под руководством профессора Л. П. Жуковской (1976—1979). Кандидатская диссертация — «„Слово“ Илариона в средневековом списке как лингвистический источник XI в.» (1981). В 1986—1989 годах — учёный секретарь ИРЯ. Докторант ИРЯ (1989—1992); стипендиат Фонда Гумбольдта (1990—1992, 1996, 2010), стажировался в Германии в Трирском и Вюрцбургском университетах. В 1994 году защитил докторскую диссертацию «„Житие Андрея Юродивого“ в славянской письменности».
Ведущий научный сотрудник ИРЯ (1992—1995), заведующий отделом лингвистического источниковедения и истории русского литературного языка (с 1995). Председатель учёного и диссертационного советов ИРЯ. С 2002 года — председатель Национального комитета славистов России и член Президиума Международного комитета славистов.
Член-корреспондент Российской академии наук c 22 мая 2003 года по Отделению историко-филологических наук (секция языка и литературы), действительный член РАН с 2011 года. Член-делегат от РАН в Международном совете по науке. Член бюро ОИФН РАН, в 2017—2022 годах — член Президиума РАН.
Главный редактор ежегодника «Лингвистическое источниковедение и история русского языка» (с 2000) и журнала «Русский язык в научном освещении» (с 2001). Член редколлегий российских и зарубежных периодических изданий: «Вестник Российской академии наук» (с 2018), «Известия РАН. Серия литературы и языка», «Вопросы языкознания», «Slavia», «Studi slavistici», «Мовознавство», «Русская литература», «Rocznik Slawistyczny», «Meddelelser (Oslo Slavic Studies)», «Slověne. International Journal of Slavic Studies», альманаха «Вестник истории, литературы, искусства», «Словаря древнерусского языка XI—XIV вв.», «Словаря русского языка XI—XVII вв.», книжной серии «Литературные памятники» и др.
Входит в состав Совета по русскому языку и Межведомственной комиссии по русскому языку при Правительстве РФ, заместитель председателя Совета по русскому языку при Президенте РФ. Председатель Экспертной комиссии по русскому языку при Российском совете олимпиад школьников, председатель подкомиссии языка и литературы в составе Экспертной комиссии РАН по анализу и научной оценке содержания учебной литературы, член комиссии по присуждению премии им. А. А. Шахматова РАН, а также других советов и комиссий.
Член Вольного исторического общества (с 2014). В феврале 2022 года подписал открытое письмо российских учёных и научных журналистов с осуждением вторжения России на Украину и призывом вывести российские войска с украинской территории.
Лауреат Макариевской премии (2003).

## Научная деятельность

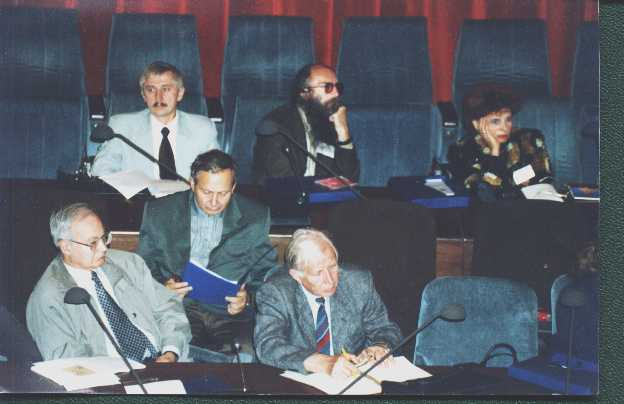
А. М. Молдован (верхний ряд, слева) на международной научной конференции «Язык и культура». 17 сентября 2001

Исследования А. М. Молдована основаны на сопоставительном изучении списков славянских памятников; анализ лингвистических данных при этом опирается на текстологическую историю произведений. Автор работ, посвящённых эволюции церковнославянского языка (преимущественно на основе анализа его лексикона). С 1990-х годов руководит созданием компьютерного корпуса древнерусской письменности. Один из организаторов работы над информационно-справочной системой «Национальный корпус русского языка» (создаётся с начала 2000-х годов).
Автор программ фундаментальных исследований ОИФН РАН: «История, языки и литературы славянских народов в мировом социокультурном контексте» (2003—2005), «Русская культура в мировой истории» (2006—2008), «Генезис и взаимодействие социальных, культурных и языковых общностей» (2009—2011) и координатор работ по этим программам.
Руководил изданием ряда памятников древнерусского языка: «Шестоднев Иоанна, экзарха Болгарского» (М., 1998), «История Иудейской войны» Иосифа Флавия. Древнерусский перевод. Т. 1—2 (М., 2004), «Пчела». Древнерусский перевод. Т. 1—2 (М., 2008), «Вести-Куранты. 1656 г., 1660—1662 гг., 1664—1670 гг.» Ч. 1-2. М., 2009, «Изборник 1076 года». Т. 1—2 (М., 2009).
Соавтор и главный редактор монографии «Языки мира. Славянские языки» (2005). Ответственный редактор ряда монографий и сборников: Кравецкий А. Г., Плетнёва А. А. История церковнославянского языка в России (конец XIX—XX в.) (2001), «Вереница литер» (2006), «Слово — чистое веселье…» (2009), Бромлей С. В. Проблемы диалектологии, лингвогеографии и истории русского языка (2010) и др. Участвовал в работе над изданием «Энциклопедия для детей. Языкознание. Русский язык» (1999; 3-е изд. 2007).

## Основные работы
- Молдован А. М. «Слово о законе и благодати» Илариона / А. М. Молдован. — Киев: Наукова думка, 1984. — 240 с.
- Молдован А. М. Лексика древнерусского перевода в региональном аспекте / А. М. Молдован; Институт русского языка РАН. — М., 1994. — 76 с.
- Молдован А. М. Критерии локализации славянских переводов // «Славяноведение», 1994, № 2, с. 69—80.
- Молдован А. М. Лексический аспект в истории церковнославянского языка // «Вопросы языкознания», 1997, № 3, с. 63—75.
- Молдован А. М. Житие Андрея Юродивого в славянской письменности / А. М. Молдован. — М.: Азбуковник, 2000. — 760 с. — 1000 экз. — ISBN 5-88744-025-2.
- Молдован А. М. и др. Языки мира. Славянские языки / Ред. А. М. Молдован. — М.: Academia, 2005. — 656 с. — ISBN 5-874444-216-2.
- Молдован А. М. Пути славистики в современном мире: XIV Междунар. съезд славистов. Охрид, 10-16 сентября 2008 г. / А. М. Молдован; РАН. Нац. комитет славистов. — М.: Миксмедия, 2008. — 44 с. — ISBN 978-588744-079-8.
- Молдован А. М. Русский язык и русистика сегодня / А. М. Молдован. — Изд. 2-е. — М.: РБОФ «Знание» им. С. И. Вавилова, 2009. — 20 с. — (Трибуна Академии наук). — 1000 экз. (1-е изд. 2008) и др.